# Topia
Topia é um município localizado no noroeste do estado de Durango, no México.
Mais especificamente, está localizado na latitude norte 25º12´45” e latitude oeste 106º34´12”; está a 1.800 metros acima do nível do mar, devido a sua localização na Sierra Madre.
O município ocupa uma extensão total de 1.617,80 Km².